# Noël Kinsella
Pour les articles homonymes, voir Kinsella.
Noël A. Kinsella, né le 28 novembre 1939 et mort le 6 décembre 2023, est un homme d'État canadien. Il fut président du Sénat du Canada de 2006 à 2014.

## Biographie
Né à Saint-Jean (Nouveau-Brunswick), il reçoit un Baccalauréat ès arts en psychologie du University College Dublin en Irlande. Il reçoit un L.Ph. et un doctorat de l'Université pontificale Saint-Thomas-d'Aquin à Rome (Italie). Il reçoit également un doctorat en théologie sacrée à Rome.
Il est professeur et président de la Commission des droits de l'homme de l'Atlantique à l'Université Saint-Thomas.
Kinsella a été nommé au Sénat du Canada par le premier ministre Brian Mulroney le 12 septembre 1990 pour la province du Nouveau-Brunswick. Il a siégé en tant que progressiste-conservateur jusqu'en 2004, se joignant ensuite à la grande majorité du caucus progressiste-conservateur en devenant membre du Parti conservateur du Canada.
Il a été whip de l'opposition (1994 - 1999) et Chef adjoint de l'Opposition au Sénat de 1999 jusqu'au 1er octobre 2004, quand il est devenu Leader de l'Opposition au Sénat.
Le 8 février 2006, il est nommé Président du Sénat par la gouverneure générale sur la recommandation du premier ministre Stephen Harper.
Kinsella est considéré comme un Red Tory et a appuyé Peter MacKay dans sa campagne au leadership du Parti progressiste-conservateur du Canada en 2003.
En février 2007, il a rencontré divers représentants de Libye, de Malte, d'Italie et du Saint-Siège, dont le recteur du Latran Mgr Rino Fisichella et Sa Sainteté le Pape Benoît XVI.